# Clàssica de Sant Sebastià 2022
La Clàssica de Sant Sebastià 2022 va ser la 41a edició de la Clàssica de Sant Sebastià. Es disputà el dissabte 30 de juliol de 2022 a Euskadi sobre un recorregut de 224,8 quilòmetres. La cursa començà i acabà a Sant Sebastià i formava part de l'UCI World Tour 2022.
El vencedor final fou el ciclista belga Remco Evenepoel (Quick-Step Alpha Vinyl), que s'imposà en solitari després d'atacar quan encara faltaven uns 45 km per a la fi de la cursa. Pavel Sivakov (Ineos Grenadiers) i Tiesj Benoot (Team Jumbo-Visma) completaren el podi.

## Equips
23 equips participen en aquesta edició de la Clàssica de Sant Sebastià, els 18 equips World Tour i cinc UCI ProTeams:
| WorldTeams (18)- AG2R Citroën Team - Astana Qazaqstan Team - Bahrain Victorious - Bora-Hansgrohe - Cofidis - EF Education-EasyPost - Groupama-FDJ - Ineos Grenadiers - Intermarché-Wanty-Gobert Matériaux - Israel-Premier Tech - Jumbo-Visma - Lotto-Soudal - Movistar Team - Quick-Step Alpha Vinyl - BikeExchange-Jayco - Team DSM - Trek-Segafredo - UAE Team Emirates ProTeams (5)- Burgos-BH - Caja Rural-Seguros RGA - Euskaltel-Euskadi - Equipo Kern Pharma - TotalEnergies |
| |

## Classificació final
| \| Classificació general \| Classificació general \| Classificació general \| Classificació general \| Classificació general \| \| Corredor \| Corredor \| Equip \| Temps \| \| \| --------------------- \| --------------------- \| ---------------------------------- \| --------------------- \| --------------------- \| \| 1r \| Remco Evenepoel \| Quick-Step Alpha Vinyl \| 5h 31' 44" \| \| \| 2n \| Pàvel Sivakov \| Ineos Grenadiers \| + 1' 58" \| \| \| 3r \| Tiesj Benoot \| Jumbo-Visma \| + 2' 31" \| \| \| 4t \| Bauke Mollema \| Trek-Segafredo \| + 3' 11" \| \| \| 5è \| Carlos Rodríguez Cano \| Ineos Grenadiers \| + 3' 11" \| \| \| 6è \| Simon Yates \| BikeExchange-Jayco \| + 3' 28" \| \| \| 7è \| Toms Skujiņš \| Trek-Segafredo \| + 4' 09" \| \| \| 8è \| Mattias Skjelmose \| Trek-Segafredo \| + 4' 09" \| \| \| 9è \| Rigoberto Urán \| EF Education-EasyPost \| + 4' 09" \| \| \| 10è \| Lorenzo Rota \| Intermarché-Wanty-Gobert Matériaux \| + 4' 09" \| \| |                       |                                    |            |
| |                       |                                    |            |
| Font: ProCyclingStats |                       |                                    |            |
| Classificació general |                       |                                    |            |
| Corredor | Corredor              | Equip                              | Temps      |
| 1r | Remco Evenepoel       | Quick-Step Alpha Vinyl             | 5h 31' 44" |
| 2n | Pàvel Sivakov         | Ineos Grenadiers                   | + 1' 58"   |
| 3r | Tiesj Benoot          | Jumbo-Visma                        | + 2' 31"   |
| 4t | Bauke Mollema         | Trek-Segafredo                     | + 3' 11"   |
| 5è | Carlos Rodríguez Cano | Ineos Grenadiers                   | + 3' 11"   |
| 6è | Simon Yates           | BikeExchange-Jayco                 | + 3' 28"   |
| 7è | Toms Skujiņš          | Trek-Segafredo                     | + 4' 09"   |
| 8è | Mattias Skjelmose     | Trek-Segafredo                     | + 4' 09"   |
| 9è | Rigoberto Urán        | EF Education-EasyPost              | + 4' 09"   |
| 10è | Lorenzo Rota          | Intermarché-Wanty-Gobert Matériaux | + 4' 09"   |

## Llista de participants
| EF Education-EasyPost EFE | EF Education-EasyPost EFE     | EF Education-EasyPost EFE |
| ------------------------- | ----------------------------- | ------------------------- |
| Núm                       | Ciclista                      | Pos                       |
| 1                         | Alberto Bettiol (ITA)         | DNF                       |
| 2                         | Jonathan Caicedo Cepeda (ECU) | 37è                       |
| 3                         | Esteban Chaves Rubio (COL)    | 20è                       |
| 4                         | Odd Christian Eiking (NOR)    | DNF                       |
| 5                         | Ruben Guerreiro (POR)         | DNF                       |
| 6                         | Merhawi Kudus (ERI) (ruta)    | DNF                       |
| 7                         | Rigoberto Urán (COL)          | 9è                        |

| Ineos Grenadiers IGD | Ineos Grenadiers IGD               | Ineos Grenadiers IGD |
| -------------------- | ---------------------------------- | -------------------- |
| Núm                  | Ciclista                           | Pos                  |
| 11                   | Jonathan Castroviejo Nicolás (ESP) | DNF                  |
| 12                   | Tao Geoghegan Hart (GBR)           | 57è                  |
| 13                   | Daniel Martínez Poveda (COL)       | DNF                  |
| 14                   | Brandon Rivera (COL)               | 35è                  |
| 15                   | Carlos Rodríguez Cano (ESP) (ruta) | 5è                   |
| 16                   | Pàvel Sivakov (FRA)                | 2n                   |
| 17                   | Cameron Wurf (AUS)                 | DNF                  |

| Quick-Step Alpha Vinyl QST | Quick-Step Alpha Vinyl QST  | Quick-Step Alpha Vinyl QST |
| -------------------------- | --------------------------- | -------------------------- |
| Núm                        | Ciclista                    | Pos                        |
| 21                         | Remco Evenepoel (BEL)       | 1r                         |
| 22                         | Mattia Cattaneo (ITA)       | DNF                        |
| 23                         | Mikkel Frølich Honoré (DEN) | DNF                        |
| 24                         | James Knox (GBR)            | DNF                        |
| 25                         | Fausto Masnada (ITA)        | 50è                        |
| 26                         | Pieter Serry (BEL)          | DNF                        |
| 27                         | Jannik Steimle (GER)        | DNF                        |

| UAE Team Emirates UAD | UAE Team Emirates UAD            | UAE Team Emirates UAD |
| --------------------- | -------------------------------- | --------------------- |
| Núm                   | Ciclista                         | Pos                   |
| 31                    | Tadej Pogačar (SLO)              | DNF                   |
| 32                    | João Almeida (POR) (ruta)        | DNF                   |
| 33                    | Juan Ayuso Pesquera (ESP)        | DNF                   |
| 34                    | George Bennett (NZL)             | 13è                   |
| 35                    | Rui Alberto Faria da Costa (POR) | 44è                   |
| 36                    | Ryan Gibbons (RSA)               | DNF                   |
| 37                    | Jan Polanc (SLO)                 | DNF                   |

| Bahrain Victorious TBV | Bahrain Victorious TBV          | Bahrain Victorious TBV |
| ---------------------- | ------------------------------- | ---------------------- |
| Núm                    | Ciclista                        | Pos                    |
| 41                     | Matej Mohorič (SLO)             | DNF                    |
| 42                     | Yukiya Arashiro (JPN) (ruta)    | DNF                    |
| 43                     | Gino Mäder (SUI)                | 29è                    |
| 44                     | Santiago Buitrago Sánchez (COL) | DNF                    |
| 45                     | Wout Poels (NED)                | DNF                    |
| 46                     | Luis León Sánchez Gil (ESP)     | DNF                    |
| 47                     | Hermann Pernsteiner (AUT)       | 56è                    |

| Intermarché-Wanty-Gobert Matériaux IWG | Intermarché-Wanty-Gobert Matériaux IWG | Intermarché-Wanty-Gobert Matériaux IWG |
| -------------------------------------- | -------------------------------------- | -------------------------------------- |
| Núm                                    | Ciclista                               | Pos                                    |
| 51                                     | Jan Bakelants (BEL)                    | 31è                                    |
| 52                                     | Théo Delacroix (FRA)                   | DNF                                    |
| 54                                     | Corné van Kessel (NED)                 | DNF                                    |
| 55                                     | Simone Petilli (ITA)                   | DNF                                    |
| 56                                     | Domenico Pozzovivo (ITA)               | 23è                                    |
| 57                                     | Lorenzo Rota (ITA)                     | 10è                                    |

| Trek-Segafredo TFS | Trek-Segafredo TFS      | Trek-Segafredo TFS |
| ------------------ | ----------------------- | ------------------ |
| Núm                | Ciclista                | Pos                |
| 61                 | Bauke Mollema (NED)     | 4t                 |
| 62                 | Julien Bernard (FRA)    | DNF                |
| 63                 | Dario Cataldo (ITA)     | DNF                |
| 64                 | Kenny Elissonde (FRA)   | 60è                |
| 65                 | Juan Pedro López (ESP)  | DNF                |
| 66                 | Mattias Skjelmose (DEN) | 8è                 |
| 67                 | Toms Skujiņš (LAT)      | 7è                 |

| Jumbo-Visma TJV | Jumbo-Visma TJV        | Jumbo-Visma TJV |
| --------------- | ---------------------- | --------------- |
| Núm             | Ciclista               | Pos             |
| 71              | Tiesj Benoot (BEL)     | 3r              |
| 72              | Timo Roosen (NED)      | DNF             |
| 74              | Chris Harper (AUS)     | 42è             |
| 75              | Robert Gesink (NED)    | 53è             |
| 76              | Lennard Hofstede (NED) | DNF             |
| 77              | Tom Dumoulin (NED)     | DNF             |

| BikeExchange-Jayco BEX | BikeExchange-Jayco BEX | BikeExchange-Jayco BEX |
| ---------------------- | ---------------------- | ---------------------- |
| Núm                    | Ciclista               | Pos                    |
| 81                     | Simon Yates (GBR)      | 6è                     |
| 82                     | Jan Maas (NED)         | DNF                    |
| 83                     | Michael Matthews (AUS) | DNF                    |
| 84                     | Callum Scotson (AUS)   | DNF                    |
| 85                     | Tsgabu Grmay (ETH)     | 55è                    |
| 86                     | Dion Smith (NZL)       | DNF                    |
| 87                     | Nick Schultz (AUS)     | DNF                    |

| Lotto-Soudal LTS | Lotto-Soudal LTS            | Lotto-Soudal LTS |
| ---------------- | --------------------------- | ---------------- |
| Núm              | Ciclista                    | Pos              |
| 91               | Carlos Barbero Cuesta (ESP) | DNF              |
| 92               | Matthew Holmes (GBR)        | DNF              |
| 93               | Andreas Kron (DEN)          | DNF              |
| 94               | Harry Sweeny (AUS)          | 49è              |
| 95               | Maxim Van Gils (BEL)        | DNF              |
| 96               | Viktor Verschaeve (BEL)     | DNF              |
| 97               | Xandres Vervloesem (BEL)    | DNF              |

| Astana Qazaqstan Team AST | Astana Qazaqstan Team AST   | Astana Qazaqstan Team AST |
| ------------------------- | --------------------------- | ------------------------- |
| Núm                       | Ciclista                    | Pos                       |
| 101                       | Vincenzo Nibali (ITA)       | 21è                       |
| 102                       | Simone Velasco (ITA)        | 27è                       |
| 103                       | Stefan de Bod (RSA)         | 15è                       |
| 104                       | Vadim Pronskiy (KAZ)        | 54è                       |
| 105                       | Manuele Boaro (ITA)         | DNF                       |
| 106                       | Aliaksandr Rabuixenka (BLR) | DNF                       |
| 107                       | Yuriy Natarov (KAZ)         | DNF                       |

| Cofidis COF | Cofidis COF                   | Cofidis COF |
| ----------- | ----------------------------- | ----------- |
| Núm         | Ciclista                      | Pos         |
| 111         | Ion Izagirre Insausti (ESP)   | DNF         |
| 112         | Sander Armée (BEL)            | DNF         |
| 113         | Rubén Fernández Andújar (ESP) | DNF         |
| 114         | Simon Geschke (GER)           | DNF         |
| 115         | José Herrada López (ESP)      | DNF         |
| 116         | Guillaume Martin (FRA)        | 18è         |
| 117         | Davide Villella (ITA)         | 43è         |

| Movistar Team MOV | Movistar Team MOV                 | Movistar Team MOV |
| ----------------- | --------------------------------- | ----------------- |
| Núm               | Ciclista                          | Pos               |
| 121               | Alejandro Valverde Belmonte (ESP) | DNF               |
| 122               | Jorge Arcas (ESP)                 | DNF               |
| 123               | Gorka Izagirre Insausti (ESP)     | 30è               |
| 124               | Antonio Pedrero López (ESP)       | 19è               |
| 125               | Alexander Aranburu Deba (ESP)     | DNF               |
| 126               | Carlos Verona Quintanilla (ESP)   | DNF               |
| 127               | José Joaquín Rojas Gil (ESP)      | DNF               |

| AG2R Citroën Team ACT | AG2R Citroën Team ACT        | AG2R Citroën Team ACT |
| --------------------- | ---------------------------- | --------------------- |
| Núm                   | Ciclista                     | Pos                   |
| 131                   | Mikaël Cherel (FRA)          | 39è                   |
| 132                   | Lilian Calmejane (FRA)       | DNF                   |
| 133                   | Clément Berthet (FRA)        | 14è                   |
| 134                   | Jaakko Hänninen (FIN)        | 28è                   |
| 135                   | Aurélien Paret-Peintre (FRA) | DNF                   |
| 136                   | Paul Lapeira (FRA)           | DNF                   |
| 137                   | Clément Champoussin (FRA)    | 26è                   |

| Team DSM DSM | Team DSM DSM               | Team DSM DSM |
| ------------ | -------------------------- | ------------ |
| Núm          | Ciclista                   | Pos          |
| 141          | Chris Hamilton (AUS)       | 24è          |
| 142          | Søren Kragh Andersen (DEN) | DNF          |
| 143          | Romain Combaud (FRA)       | DNF          |
| 144          | Mark Donovan (GBR)         | 34è          |
| 145          | Leon Heinschke (GER)       | DNF          |
| 146          | Casper Pedersen (DEN)      | DNF          |
| 147          | Martijn Tusveld (NED)      | DNF          |

| Equipo Kern Pharma EKP | Equipo Kern Pharma EKP      | Equipo Kern Pharma EKP |
| ---------------------- | --------------------------- | ---------------------- |
| Núm                    | Ciclista                    | Pos                    |
| 151                    | Urko Berrade (ESP)          | 46è                    |
| 152                    | Roger Adrià Oliveras (ESP)  | 11è                    |
| 153                    | José Félix Parra (ESP)      | DNF                    |
| 154                    | Ibon Ruiz (ESP)             | DNF                    |
| 155                    | Eugenio Sánchez López (ESP) | DNF                    |
| 156                    | Pau Miquel Delgado (ESP)    | 47è                    |
| 157                    | Igor Arrieta (ESP)          | DNF                    |

| Israel-Premier Tech IPT | Israel-Premier Tech IPT  | Israel-Premier Tech IPT |
| ----------------------- | ------------------------ | ----------------------- |
| Núm                     | Ciclista                 | Pos                     |
| 161                     | Patrick Bevin (NZL)      | DNF                     |
| 162                     | Carl Fredrik Hagen (NOR) | 22è                     |
| 163                     | Daryl Impey (RSA)        | 45è                     |
| 164                     | Guy Niv (ISR)            | DNF                     |
| 165                     | James Piccoli (CAN)      | DNF                     |
| 166                     | Omer Goldstein (ISR)     | DNF                     |

| Groupama-FDJ GFC | Groupama-FDJ GFC            | Groupama-FDJ GFC |
| ---------------- | --------------------------- | ---------------- |
| Núm              | Ciclista                    | Pos              |
| 171              | David Gaudu (FRA)           | DNF              |
| 172              | Mathieu Ladagnous (FRA)     | DNF              |
| 174              | Rudy Molard (FRA)           | 12è              |
| 175              | Sébastien Reichenbach (SUI) | 25è              |
| 176              | Michael Storer (AUS)        | DNF              |
| 177              | Lars van den Berg (NED)     | 33è              |

| Caja Rural-Seguros RGA CJR | Caja Rural-Seguros RGA CJR         | Caja Rural-Seguros RGA CJR |
| -------------------------- | ---------------------------------- | -------------------------- |
| Núm                        | Ciclista                           | Pos                        |
| 181                        | Mikel Nieve Iturralde (ESP)        | 58è                        |
| 182                        | Jonathan Lastra Martínez (ESP)     | 16è                        |
| 183                        | Fernando Barceló Aragón (ESP)      | DNF                        |
| 184                        | Orluis Aular Sanabria (VEN) (ruta) | DNF                        |
| 185                        | Jon Barrenetxea (ESP)              | DNF                        |
| 186                        | Jhojan García (COL)                | DNF                        |
| 187                        | Joel Nicolau Beltran (ESP)         | 17è                        |

| Euskaltel-Euskadi EUS | Euskaltel-Euskadi EUS          | Euskaltel-Euskadi EUS |
| --------------------- | ------------------------------ | --------------------- |
| Núm                   | Ciclista                       | Pos                   |
| 191                   | Xabier Mikel Azparren (ESP)    | DNF                   |
| 192                   | Antonio Angulo (ESP)           | 51è                   |
| 193                   | Mikel Iturria Segurola (ESP)   | DNF                   |
| 194                   | Mikel Bizkarra Etxegibel (ESP) | 48è                   |
| 195                   | Ibai Azurmendi (ESP)           | DNF                   |
| 196                   | Txomin Juaristi (ESP)          | DNF                   |
| 197                   | Unai Iribar (ESP)              | DNF                   |

| Bora-Hansgrohe BOH | Bora-Hansgrohe BOH          | Bora-Hansgrohe BOH |
| ------------------ | --------------------------- | ------------------ |
| Núm                | Ciclista                    | Pos                |
| 201                | Jai Hindley (AUS)           | DNF                |
| 202                | Matteo Fabbro (ITA)         | DNF                |
| 203                | Emanuel Buchmann (GER)      | 41è                |
| 204                | Wilco Kelderman (NED)       | 36è                |
| 205                | Patrick Konrad (AUT)        | DNF                |
| 206                | Maximilian Schachmann (GER) | DNF                |

| Burgos-BH BBH | Burgos-BH BBH                  | Burgos-BH BBH |
| ------------- | ------------------------------ | ------------- |
| Núm           | Ciclista                       | Pos           |
| 211           | Ander Okamika (ESP)            | 52è           |
| 212           | Daniel Navarro García (ESP)    | DNF           |
| 213           | Pelayo Sánchez Mayo (ESP)      | DNF           |
| 214           | Adrià Moreno Sala (ESP)        | 59è           |
| 215           | José Manuel Díaz Gallego (ESP) | 38è           |
| 216           | Óscar Cabedo (ESP)             | DNF           |
| 217           | Victor Langellotti (MON)       | DNF           |

| TotalEnergies TEN | TotalEnergies TEN                 | TotalEnergies TEN |
| ----------------- | --------------------------------- | ----------------- |
| Núm               | Ciclista                          | Pos               |
| 221               | Cristián Rodríguez Martín (ESP)   | DNF               |
| 222               | Jérémy Cabot (FRA)                | DNF               |
| 223               | Víctor de la Parte González (ESP) | 40è               |
| 224               | Fabien Grellier (FRA)             | DNF               |
| 225               | Alan Jousseaume (FRA)             | 32è               |
| 226               | Pierre Latour (FRA)               | DNF               |
| 227               | Paul Ourselin (FRA)               | DNF               |

| EF Education-EasyPost EFE | EF Education-EasyPost EFE     | EF Education-EasyPost EFE |
| ------------------------- | ----------------------------- | ------------------------- |
| Núm                       | Ciclista                      | Pos                       |
| 1                         | Alberto Bettiol (ITA)         | DNF                       |
| 2                         | Jonathan Caicedo Cepeda (ECU) | 37è                       |
| 3                         | Esteban Chaves Rubio (COL)    | 20è                       |
| 4                         | Odd Christian Eiking (NOR)    | DNF                       |
| 5                         | Ruben Guerreiro (POR)         | DNF                       |
| 6                         | Merhawi Kudus (ERI) (ruta)    | DNF                       |
| 7                         | Rigoberto Urán (COL)          | 9è                        |

| Ineos Grenadiers IGD | Ineos Grenadiers IGD               | Ineos Grenadiers IGD |
| -------------------- | ---------------------------------- | -------------------- |
| Núm                  | Ciclista                           | Pos                  |
| 11                   | Jonathan Castroviejo Nicolás (ESP) | DNF                  |
| 12                   | Tao Geoghegan Hart (GBR)           | 57è                  |
| 13                   | Daniel Martínez Poveda (COL)       | DNF                  |
| 14                   | Brandon Rivera (COL)               | 35è                  |
| 15                   | Carlos Rodríguez Cano (ESP) (ruta) | 5è                   |
| 16                   | Pàvel Sivakov (FRA)                | 2n                   |
| 17                   | Cameron Wurf (AUS)                 | DNF                  |

| Quick-Step Alpha Vinyl QST | Quick-Step Alpha Vinyl QST  | Quick-Step Alpha Vinyl QST |
| -------------------------- | --------------------------- | -------------------------- |
| Núm                        | Ciclista                    | Pos                        |
| 21                         | Remco Evenepoel (BEL)       | 1r                         |
| 22                         | Mattia Cattaneo (ITA)       | DNF                        |
| 23                         | Mikkel Frølich Honoré (DEN) | DNF                        |
| 24                         | James Knox (GBR)            | DNF                        |
| 25                         | Fausto Masnada (ITA)        | 50è                        |
| 26                         | Pieter Serry (BEL)          | DNF                        |
| 27                         | Jannik Steimle (GER)        | DNF                        |

| UAE Team Emirates UAD | UAE Team Emirates UAD            | UAE Team Emirates UAD |
| --------------------- | -------------------------------- | --------------------- |
| Núm                   | Ciclista                         | Pos                   |
| 31                    | Tadej Pogačar (SLO)              | DNF                   |
| 32                    | João Almeida (POR) (ruta)        | DNF                   |
| 33                    | Juan Ayuso Pesquera (ESP)        | DNF                   |
| 34                    | George Bennett (NZL)             | 13è                   |
| 35                    | Rui Alberto Faria da Costa (POR) | 44è                   |
| 36                    | Ryan Gibbons (RSA)               | DNF                   |
| 37                    | Jan Polanc (SLO)                 | DNF                   |

| Bahrain Victorious TBV | Bahrain Victorious TBV          | Bahrain Victorious TBV |
| ---------------------- | ------------------------------- | ---------------------- |
| Núm                    | Ciclista                        | Pos                    |
| 41                     | Matej Mohorič (SLO)             | DNF                    |
| 42                     | Yukiya Arashiro (JPN) (ruta)    | DNF                    |
| 43                     | Gino Mäder (SUI)                | 29è                    |
| 44                     | Santiago Buitrago Sánchez (COL) | DNF                    |
| 45                     | Wout Poels (NED)                | DNF                    |
| 46                     | Luis León Sánchez Gil (ESP)     | DNF                    |
| 47                     | Hermann Pernsteiner (AUT)       | 56è                    |

| Intermarché-Wanty-Gobert Matériaux IWG | Intermarché-Wanty-Gobert Matériaux IWG | Intermarché-Wanty-Gobert Matériaux IWG |
| -------------------------------------- | -------------------------------------- | -------------------------------------- |
| Núm                                    | Ciclista                               | Pos                                    |
| 51                                     | Jan Bakelants (BEL)                    | 31è                                    |
| 52                                     | Théo Delacroix (FRA)                   | DNF                                    |
| 54                                     | Corné van Kessel (NED)                 | DNF                                    |
| 55                                     | Simone Petilli (ITA)                   | DNF                                    |
| 56                                     | Domenico Pozzovivo (ITA)               | 23è                                    |
| 57                                     | Lorenzo Rota (ITA)                     | 10è                                    |

| Trek-Segafredo TFS | Trek-Segafredo TFS      | Trek-Segafredo TFS |
| ------------------ | ----------------------- | ------------------ |
| Núm                | Ciclista                | Pos                |
| 61                 | Bauke Mollema (NED)     | 4t                 |
| 62                 | Julien Bernard (FRA)    | DNF                |
| 63                 | Dario Cataldo (ITA)     | DNF                |
| 64                 | Kenny Elissonde (FRA)   | 60è                |
| 65                 | Juan Pedro López (ESP)  | DNF                |
| 66                 | Mattias Skjelmose (DEN) | 8è                 |
| 67                 | Toms Skujiņš (LAT)      | 7è                 |

| Jumbo-Visma TJV | Jumbo-Visma TJV        | Jumbo-Visma TJV |
| --------------- | ---------------------- | --------------- |
| Núm             | Ciclista               | Pos             |
| 71              | Tiesj Benoot (BEL)     | 3r              |
| 72              | Timo Roosen (NED)      | DNF             |
| 74              | Chris Harper (AUS)     | 42è             |
| 75              | Robert Gesink (NED)    | 53è             |
| 76              | Lennard Hofstede (NED) | DNF             |
| 77              | Tom Dumoulin (NED)     | DNF             |

| BikeExchange-Jayco BEX | BikeExchange-Jayco BEX | BikeExchange-Jayco BEX |
| ---------------------- | ---------------------- | ---------------------- |
| Núm                    | Ciclista               | Pos                    |
| 81                     | Simon Yates (GBR)      | 6è                     |
| 82                     | Jan Maas (NED)         | DNF                    |
| 83                     | Michael Matthews (AUS) | DNF                    |
| 84                     | Callum Scotson (AUS)   | DNF                    |
| 85                     | Tsgabu Grmay (ETH)     | 55è                    |
| 86                     | Dion Smith (NZL)       | DNF                    |
| 87                     | Nick Schultz (AUS)     | DNF                    |

| Lotto-Soudal LTS | Lotto-Soudal LTS            | Lotto-Soudal LTS |
| ---------------- | --------------------------- | ---------------- |
| Núm              | Ciclista                    | Pos              |
| 91               | Carlos Barbero Cuesta (ESP) | DNF              |
| 92               | Matthew Holmes (GBR)        | DNF              |
| 93               | Andreas Kron (DEN)          | DNF              |
| 94               | Harry Sweeny (AUS)          | 49è              |
| 95               | Maxim Van Gils (BEL)        | DNF              |
| 96               | Viktor Verschaeve (BEL)     | DNF              |
| 97               | Xandres Vervloesem (BEL)    | DNF              |

| Astana Qazaqstan Team AST | Astana Qazaqstan Team AST   | Astana Qazaqstan Team AST |
| ------------------------- | --------------------------- | ------------------------- |
| Núm                       | Ciclista                    | Pos                       |
| 101                       | Vincenzo Nibali (ITA)       | 21è                       |
| 102                       | Simone Velasco (ITA)        | 27è                       |
| 103                       | Stefan de Bod (RSA)         | 15è                       |
| 104                       | Vadim Pronskiy (KAZ)        | 54è                       |
| 105                       | Manuele Boaro (ITA)         | DNF                       |
| 106                       | Aliaksandr Rabuixenka (BLR) | DNF                       |
| 107                       | Yuriy Natarov (KAZ)         | DNF                       |

| Cofidis COF | Cofidis COF                   | Cofidis COF |
| ----------- | ----------------------------- | ----------- |
| Núm         | Ciclista                      | Pos         |
| 111         | Ion Izagirre Insausti (ESP)   | DNF         |
| 112         | Sander Armée (BEL)            | DNF         |
| 113         | Rubén Fernández Andújar (ESP) | DNF         |
| 114         | Simon Geschke (GER)           | DNF         |
| 115         | José Herrada López (ESP)      | DNF         |
| 116         | Guillaume Martin (FRA)        | 18è         |
| 117         | Davide Villella (ITA)         | 43è         |

| Movistar Team MOV | Movistar Team MOV                 | Movistar Team MOV |
| ----------------- | --------------------------------- | ----------------- |
| Núm               | Ciclista                          | Pos               |
| 121               | Alejandro Valverde Belmonte (ESP) | DNF               |
| 122               | Jorge Arcas (ESP)                 | DNF               |
| 123               | Gorka Izagirre Insausti (ESP)     | 30è               |
| 124               | Antonio Pedrero López (ESP)       | 19è               |
| 125               | Alexander Aranburu Deba (ESP)     | DNF               |
| 126               | Carlos Verona Quintanilla (ESP)   | DNF               |
| 127               | José Joaquín Rojas Gil (ESP)      | DNF               |

| AG2R Citroën Team ACT | AG2R Citroën Team ACT        | AG2R Citroën Team ACT |
| --------------------- | ---------------------------- | --------------------- |
| Núm                   | Ciclista                     | Pos                   |
| 131                   | Mikaël Cherel (FRA)          | 39è                   |
| 132                   | Lilian Calmejane (FRA)       | DNF                   |
| 133                   | Clément Berthet (FRA)        | 14è                   |
| 134                   | Jaakko Hänninen (FIN)        | 28è                   |
| 135                   | Aurélien Paret-Peintre (FRA) | DNF                   |
| 136                   | Paul Lapeira (FRA)           | DNF                   |
| 137                   | Clément Champoussin (FRA)    | 26è                   |

| Team DSM DSM | Team DSM DSM               | Team DSM DSM |
| ------------ | -------------------------- | ------------ |
| Núm          | Ciclista                   | Pos          |
| 141          | Chris Hamilton (AUS)       | 24è          |
| 142          | Søren Kragh Andersen (DEN) | DNF          |
| 143          | Romain Combaud (FRA)       | DNF          |
| 144          | Mark Donovan (GBR)         | 34è          |
| 145          | Leon Heinschke (GER)       | DNF          |
| 146          | Casper Pedersen (DEN)      | DNF          |
| 147          | Martijn Tusveld (NED)      | DNF          |

| Equipo Kern Pharma EKP | Equipo Kern Pharma EKP      | Equipo Kern Pharma EKP |
| ---------------------- | --------------------------- | ---------------------- |
| Núm                    | Ciclista                    | Pos                    |
| 151                    | Urko Berrade (ESP)          | 46è                    |
| 152                    | Roger Adrià Oliveras (ESP)  | 11è                    |
| 153                    | José Félix Parra (ESP)      | DNF                    |
| 154                    | Ibon Ruiz (ESP)             | DNF                    |
| 155                    | Eugenio Sánchez López (ESP) | DNF                    |
| 156                    | Pau Miquel Delgado (ESP)    | 47è                    |
| 157                    | Igor Arrieta (ESP)          | DNF                    |

| Israel-Premier Tech IPT | Israel-Premier Tech IPT  | Israel-Premier Tech IPT |
| ----------------------- | ------------------------ | ----------------------- |
| Núm                     | Ciclista                 | Pos                     |
| 161                     | Patrick Bevin (NZL)      | DNF                     |
| 162                     | Carl Fredrik Hagen (NOR) | 22è                     |
| 163                     | Daryl Impey (RSA)        | 45è                     |
| 164                     | Guy Niv (ISR)            | DNF                     |
| 165                     | James Piccoli (CAN)      | DNF                     |
| 166                     | Omer Goldstein (ISR)     | DNF                     |

| Groupama-FDJ GFC | Groupama-FDJ GFC            | Groupama-FDJ GFC |
| ---------------- | --------------------------- | ---------------- |
| Núm              | Ciclista                    | Pos              |
| 171              | David Gaudu (FRA)           | DNF              |
| 172              | Mathieu Ladagnous (FRA)     | DNF              |
| 174              | Rudy Molard (FRA)           | 12è              |
| 175              | Sébastien Reichenbach (SUI) | 25è              |
| 176              | Michael Storer (AUS)        | DNF              |
| 177              | Lars van den Berg (NED)     | 33è              |

| Caja Rural-Seguros RGA CJR | Caja Rural-Seguros RGA CJR         | Caja Rural-Seguros RGA CJR |
| -------------------------- | ---------------------------------- | -------------------------- |
| Núm                        | Ciclista                           | Pos                        |
| 181                        | Mikel Nieve Iturralde (ESP)        | 58è                        |
| 182                        | Jonathan Lastra Martínez (ESP)     | 16è                        |
| 183                        | Fernando Barceló Aragón (ESP)      | DNF                        |
| 184                        | Orluis Aular Sanabria (VEN) (ruta) | DNF                        |
| 185                        | Jon Barrenetxea (ESP)              | DNF                        |
| 186                        | Jhojan García (COL)                | DNF                        |
| 187                        | Joel Nicolau Beltran (ESP)         | 17è                        |

| Euskaltel-Euskadi EUS | Euskaltel-Euskadi EUS          | Euskaltel-Euskadi EUS |
| --------------------- | ------------------------------ | --------------------- |
| Núm                   | Ciclista                       | Pos                   |
| 191                   | Xabier Mikel Azparren (ESP)    | DNF                   |
| 192                   | Antonio Angulo (ESP)           | 51è                   |
| 193                   | Mikel Iturria Segurola (ESP)   | DNF                   |
| 194                   | Mikel Bizkarra Etxegibel (ESP) | 48è                   |
| 195                   | Ibai Azurmendi (ESP)           | DNF                   |
| 196                   | Txomin Juaristi (ESP)          | DNF                   |
| 197                   | Unai Iribar (ESP)              | DNF                   |

| Bora-Hansgrohe BOH | Bora-Hansgrohe BOH          | Bora-Hansgrohe BOH |
| ------------------ | --------------------------- | ------------------ |
| Núm                | Ciclista                    | Pos                |
| 201                | Jai Hindley (AUS)           | DNF                |
| 202                | Matteo Fabbro (ITA)         | DNF                |
| 203                | Emanuel Buchmann (GER)      | 41è                |
| 204                | Wilco Kelderman (NED)       | 36è                |
| 205                | Patrick Konrad (AUT)        | DNF                |
| 206                | Maximilian Schachmann (GER) | DNF                |

| Burgos-BH BBH | Burgos-BH BBH                  | Burgos-BH BBH |
| ------------- | ------------------------------ | ------------- |
| Núm           | Ciclista                       | Pos           |
| 211           | Ander Okamika (ESP)            | 52è           |
| 212           | Daniel Navarro García (ESP)    | DNF           |
| 213           | Pelayo Sánchez Mayo (ESP)      | DNF           |
| 214           | Adrià Moreno Sala (ESP)        | 59è           |
| 215           | José Manuel Díaz Gallego (ESP) | 38è           |
| 216           | Óscar Cabedo (ESP)             | DNF           |
| 217           | Victor Langellotti (MON)       | DNF           |

| TotalEnergies TEN | TotalEnergies TEN                 | TotalEnergies TEN |
| ----------------- | --------------------------------- | ----------------- |
| Núm               | Ciclista                          | Pos               |
| 221               | Cristián Rodríguez Martín (ESP)   | DNF               |
| 222               | Jérémy Cabot (FRA)                | DNF               |
| 223               | Víctor de la Parte González (ESP) | 40è               |
| 224               | Fabien Grellier (FRA)             | DNF               |
| 225               | Alan Jousseaume (FRA)             | 32è               |
| 226               | Pierre Latour (FRA)               | DNF               |
| 227               | Paul Ourselin (FRA)               | DNF               |